# Schenk (waterloop)
De Schenk (eigenlijk: Schenkwetering of Scheidingwetering) is een waterloop uit het begin van de 15e eeuw, die loopt aan de rand van de Haagse wijk Bezuidenhout, nabij de grens met Voorburg. De Schenk vervolgt zijn weg langs de wijk Mariahoeve en stroomt daarna door weilanden in Wassenaar, niet ver van de grens met Leidschendam. Het eindpunt ligt vlak bij kasteel Duivenvoorde in Voorschoten.

## Geschiedenis
In 1403 werd de Schenk gegraven vanaf de Haagse Trekvliet, langs het Heerenveen (later de Veenpolder of Bezuidenhoutsepolder), om water af te voeren dat vrijkwam door turfontginning voor de graaf van Holland. Oorspronkelijk was de Schenk een zijarm van de Haagse Trekvliet, maar door demping is het beginpunt naar de Prinses Beatrixlaan verschoven.

### Bemaling
De Schenk werd aanvankelijk bemalen door de Boontjesmolen of Oude Veenmolen. Deze molen bemaalde tevens de Binkhorstpolder en was niet goed berekend op de benodigde capaciteit. Als gevolg hiervan liep de Bezuidenhoutsepolder in de winter onder water. Het jaarlijkse verschijnsel duurde tot in 1654 de Nieuwe Veenmolen werd gerealiseerd, aan de latere Schenkkade bij de IJsclubweg.

## Loop
De breedte van de Schenk wisselt nogal, van circa 15 meter tot slechts 2 meter. De loop van de Schenk is in de loop der eeuwen op meerdere plaatsen aangepast. Op een aantal plekken werd hij verlegd in verband met nieuwbouw, of overkluisd door bruggen. Nabij Station Den Haag Mariahoeve loopt de Schenk deels door een buis. De enige plaats waar de Schenk nog goed herkenbaar is als wetering, is in de weilanden van Wassenaar, ten noordoosten van de Haagse wijk Mariahoeve. De Schenk geniet als cultuurlandschap geen bescherming in de zin van een beschermd landschap.

## Naam
De naam Schenk is een verkorting van Schenkwetering, welke een verbastering was van de oorspronkelijke naam Scheidingwetering (Scheijingwetering), welke naam was ontleend aan de scheiding met Voorburg.